# Юсуповка
Юсу́повка (рос. Юсуповка, ерз. Юсуповка) — присілок у складі Ічалківського району Мордовії, Росія. Входить до складу Ладського сільського поселення.

## Населення
Населення — 25 осіб (2010; 27 у 2002).
Національний склад (станом на 2002 рік):
- росіяни — 100 %